# ウェルカム・トゥ・コリンウッド
『ウェルカム・トゥ・コリンウッド』（原題：Welcome to Collinwood）は、2002年公開のアメリカ合衆国のクライム・コメディ映画。1958年のイタリア映画『いつもの見知らぬ男たち』のリメイク。
スティーヴン・ソダーバーグとジョージ・クルーニーが設立した映画プロダクション「セクション・エイト」の第1回作品であり、ルッソ兄弟の初監督映画。

## あらすじ
服役中のコソ泥コジモはある日、終身刑で服役している年老いた囚人から“ベリーニ”と呼ばれる大儲けの強盗計画のことを聞く。
コジモは早速その計画を実行すべく、行動を開始する。コジモは恋人ロザリンドの協力で脱獄、仲間を集めるが、集まったのは負け続きのボクサー・ペロを始めとする何とも頼りない5人の男たちだった。それでも彼らは大金をせしめるべく、“ベリーニ”計画を決行する。

## キャスト
※括弧内は日本語吹替
- ライリー - ウィリアム・H・メイシー（佐々木省三）
- レオン - イザイア・ワシントン（遠藤純一）
- ペロ - サム・ロックウェル（檀臣幸）
- トト - マイケル・ジェッター（佐々木梅治）
- コジモ - ルイス・ガスマン（天田益男）
- ロザリンド - パトリシア・クラークソン（山像かおり）
- ベイジル - アンドリュー・ダヴォリ（吉見一豊）
- ジャージー - ジョージ・クルーニー（小山力也）
- バビッチ - デヴィッド・ウォーショフスキー
- カーメラ - ジェニファー・エスポジート（橘川佳代子）
- ミシェル - ガブリエル・ユニオン（藤貴子）